# Lasianthus ciliatus
Lasianthus ciliatus är en måreväxtart som beskrevs av Robert Wight. Lasianthus ciliatus ingår i släktet Lasianthus och familjen måreväxter. IUCN kategoriserar arten globalt som sårbar. Inga underarter finns listade i Catalogue of Life.